# 데이터 이동
데이터 이동(data portability)은 사용자들이 클로즈드 플랫폼과 같이 다른 것과 호환되지 않는(벤더 종속을 일으키는), 개인 공간에 저장된 자신만의 데이터를 보유하지 못하도록 하는 개념이다. 데이터 이동은 상호운용성 제고를 위해 한 데이터 컨트롤러를 다른 데이터 컨트롤러로 이동을 용이케 하기 위한 공통된 기술 표준이 필요하다.
데이터 이동은 개인 데이터에 적용된다. 데이터 소유권을 의식하지 않으면서 개인 데이터에 대한 접근을 수반한다.
글로벌 수준에서 디지털 데이터의 보호를 인권으로 보는 지지자들이 있다. 그러므로 신흥 시민 사회 초안 선언에서 다음의 개념과 법규가 발견된다: 인터넷의 프라이버시 권리(Right to Privacy on the Internet), 디지털 데이터 보호권(Right to Digital Data Protection), 인터넷 소비자 보호권(Rights to Consumer Protection on the Internet), 유엔 소비자 보호 지침(United Nations Guidelines for Consumer Protection).
지역적 수준에서는 데이터 권리를 다르게 보는 관할권이 적어도 세 곳이 있다: 중국/인도, 미국과 유럽 연합. 후자의 경우 개인 데이터는 2018 유럽연합 일반 데이터 보호 규칙(GDPR) 하에 특별한 보호를 받는다.

## 같이 보기
- 인공지능윤리
- 일반 데이터 보호 규칙